# 7420 Buffon
7420 Buffon eller 1991 RP11 är en asteroid i huvudbältet som upptäcktes den 4 september 1991 av den belgiske astronomen Eric W. Elst vid La Silla-observatoriet. Den är uppkallad efter fransmannen Georges-Louis Leclerc de Buffon.
Asteroiden har en diameter på ungefär 6 kilometer.